# Akkusativ
Der Akkusativ (lateinisch (cāsus) accūsātīvus, wörtlich ‚die Anklage betreffender Fall‘, von lat. accūsāre ‚anklagen‘; zur Erklärung dieser Benennung siehe unten) ist ein Kasus. In vielen deutschen Grammatiken wird eine traditionelle Anordnung der Fälle verwendet, in der der Akkusativ dann als 4. Fall bezeichnet wird. In der Schulgrammatik wird er auch als Wen-Fall bezeichnet, da ein Akkusativ-Objekt mit der Frage „wen oder was?“ erfragt werden kann.
Der Akkusativ dient auf der Satzebene vor allem zur Markierung eines direkten Objekts, daneben tritt er im Deutschen an Ergänzungen von Präpositionen und (seltener) Adjektiven auf, oder an adverbialen Bestimmungen.
Der Akkusativ als wichtigster Kasus des Objekts lässt sich dem Nominativ als dem Subjektkasus gegenüberstellen. Sprachen wie das Deutsche weisen als Satzschema also ein Nominativ-Akkusativ-System auf, bzw. sind „Akkusativsprachen“. Im Gegensatz hierzu stehen Ergativsprachen und Aktivsprachen. Auch in Akkusativ-Systemen gibt es aber in manchen Sprachen einen Wechsel zwischen Akkusativ und anderen Kasus des Objekts je nach Bedeutungseigenschaften des grammatischen Objekts (sogenannte Differenzielle Objektmarkierung).

## Geschichte der Bezeichnung
Die Bezeichnung „Akkusativ“ leitet sich vom lateinischen casus accusativus („die Anklage betreffender Fall“) ab, was wiederum von accusare, „anklagen“, abstammt. Es handelt sich um eine Übersetzung von altgriechisch αἰτιατική, aitiatikḗ, von αἰτία, aitía, „Ursache, Grund“, aber auch „Anklage“. Die meisten Gelehrten halten letztere Übersetzung für falsch. In der Antike war die Übersetzung casus causativus („der Ursachenkasus“) bekannt; allerdings war die Herkunft und eigentliche Bedeutung der griechischen Benennung den antiken Grammatikern selbst unklar.
Am wahrscheinlichsten ist allerdings die Erklärung, dass griech. αἰτέω ‚ich fordere‘ heißt. „Ich fordere (oder erbitte) etwas von jemandem“ steht gewöhnlich mit doppeltem Akkusativ, also αἰτέω τινὰ τι. Weil das Verb αἰτέω folglich eine typische Verbindung zum (hier doppelten) Akkusativ hat, nannten die griechischen Grammatiker den Kasus πτῶσις τοῦ αἰτεῖν, also den „Forder- oder Erbitt-Fall“. Das Verb αἰτέω bedeutet in der Gerichtssprache aber auch „vor Gericht fordern, anklagen“. Als die lateinischen Grammatiker die Bezeichnungen für die (alle!) grammatischen Kasus durch einfache Rückübersetzung der einschlägigen griechischen Bezeichnungen ins Lateinische übernahmen, übersetzten sie (semantisch irrtümlicherweise) den Begriff πτῶσις τοῦ αἰτεῖν als „Kasus des Anklagens“, also cāsus accūsandī, woraus sich schließlich die Kasusbezeichnung Akkusativ entwickelte. Im Nachhinein gesehen wäre also eine Bezeichnung wie etwa „Postulativ“ die korrektere, zumal die verbale lateinische Entsprechung pōscō 'ich fordere' ebenfalls diese doppelte Objektsakkusativ-Konstruktion aufweist. Das Verb pōscō bildet allerdings kein Partizip Perfekt Passiv, von dem aus man eine nominale Ableitung auf -īvus herstellen könnte; pōscō suppletiert daher dieses PPP von der verbalen (gleichbedeutenden) Weiterbildung pōstulō (also pōstulātum).

## Akkusativ im Deutschen

### Wortformen
Der Akkusativ wird im Deutschen öfter im Artikel als im Substantiv angezeigt, außerdem hat das Fragepronomen eine eigene Akkusativform für belebte Objekte. Daher kann das Erfragen eines Satzteils als Test auf das Vorliegen eines Akkusativobjekts benutzt werden (zumindest an Stellen, wo ein belebtes Objekt denkbar wäre):
- Satz: „Maurizio soll man fragen, weil er es weiß!“

Frage: „Wen (oder was) soll man fragen?“ — „(Den) Maurizio.“
- Satz: „Wenn man etwas nicht weiß, kann man Wiktionary fragen.“

Frage: „Wen (oder was) kann man fragen, wenn man etwas nicht weiß?“
Antwort: „(Das) Wiktionary.“

#### Artikel
Beim definiten und indefiniten Artikel ist der Akkusativ nur im Maskulin Singular vom Nominativ äußerlich unterscheidbar. Beispiele:
| Genus/Numerus      | Nominativ                         | Akkusativ                            |
| ------------------ | --------------------------------- | ------------------------------------ |
| Neutrum Singular   | „Ein Haus ist ein Gebäude.“       | „Er sieht ein Haus.“                 |
| Femininum Singular | „Die Lehrerin kauft Blumen.“      | „Die Schüler begrüßen die Lehrerin.“ |
| Maskulinum Plural  | „Die Äpfel stehen auf dem Tisch.“ | „Er hat die Äpfel gekauft.“          |
| Maskulin Singular  | „Ein Lastwagen ist ein Fahrzeug.“ | „Er sieht einen Lastwagen.“          |

#### Substantive
Nur einige belebte und sehr wenige unbelebte maskuline Substantive haben im Akkusativ Singular eine eigene Form:
| Nominativ                    | Akkusativ                      |
| ---------------------------- | ------------------------------ |
| „Ein Rabe ist ein Vogel.“    | „Er sieht einen Raben.“        |
| „Mein Freund war ein Fürst.“ | „Alle mochten diesen Fürsten.“ |

Weitere Beispiele:
- Belebte Substantive: Bär, Affe, Löwe, Elefant, Fink, Junge, Bube
- Unbelebte Substantive: Name, Magnet, Diamant, Automat, Hydrant

### Grammatische Auslöser für den Akkusativ

#### Regierter Akkusativ
Der Akkusativ kann durch die Rektion von Verben, Präpositionen und Adjektiven verlangt werden.
Präpositionen
Präpositionen, die Akkusativ verlangen, sind recht häufig:
durch: Alles, was ich bin, bin ich durch mich selbst geworden.
für: Etwas von dem Herrn Professor Fichte und für Ihn.
gegen: Er rannte gegen den Baum.
ohne: Ich kann nicht ohne meinen Teddy schlafen.
um: Der Weg um den See ist sehr idyllisch.
Bei einigen Präpositionen des Ortes können sowohl Akkusativ als auch Dativ stehen. Der Akkusativ bezeichnet dann eine Richtung mit einem Ziel, der Dativ gibt einen (Aufenthalts-)Ort an. Die Zielangabe kann sich auf eine Bewegung beziehen oder auch auf eine reine Richtung. Präpositionen, die in dieser Weise zwischen Dativ und Akkusativ wechseln, sind in, an, auf, vor, hinter, über, unter, neben, zwischen.
- Beispiele:

Wohin geht er? Er geht in die Stadt (Akkusativ).
Wo wohnt er? Er wohnt in der Stadt (Dativ).
Er schaut in den Garten. (Blickrichtung: Richtungs-/Zielangabe ohne Bewegung)
Er schaut sich im Garten um. (Ort der Handlung, keine Richtungsangabe)
Präpositionen für Richtungsangaben mit Akkusativ, die nicht mit einer Ortsangabe (im Dativ) wechseln, sind die obigen Beispiele um und gegen.
Es gibt daneben aber auch Zielangaben durch Präpositionen, bei denen der Kasus nicht wechselt und die stets den Dativ regieren: zu (zum, zur), nach; z. B.: „Sie geht zum / zu dem Supermarkt.“ – „Sie reisten nach (dem) Norden.“
Verben
Verben, die Akkusativ regieren, werden auch transitive Verben genannt, allerdings wird dieser Begriff manchmal auf bestimmte Typen von Akkusativobjekten eingeschränkt, siehe unter Transitivität (Grammatik).
sehen: Er sieht den Mann.
lesen: Susanne liest ein spannendes Buch.
nennen: Sie nennt ihn einen Dummkopf (der zweite Akkusativ einen Dummkopf ist hingegen kein Objekt, sondern ein Gleichsetzungsakkusativ; siehe nächster Abschnitt).
Adjektive
Akkusativrektion durch Adjektive ist vergleichsweise selten:
wert: Das Ergebnis ist diesen Aufwand wert.
gewohnt: Er ist den Lärm gewohnt.

#### Der Gleichsetzungsakkusativ
Der Gleichsetzungsakkusativ erscheint an prädikativen Satzteilen; diese werden von bestimmten Verben verlangt wie nennen, bezeichnen (als), schelten, taufen. Ein Prädikativ schreibt dem Akkusativobjekt eine zusätzliche Eigenschaft oder einen Namen zu und stimmt mit diesem Objekt im Kasus überein. Beispiel:
Susanne nannte ihren Kollegen einen Lügner.
Hier ist ihren Kollegen ein regiertes Akkusativobjekt (Frage: „wen?“), und einen Lügner ein Prädikativ im Gleichsetzungsakkusativ (Frage: „wie?“).
Weitere Beispiele:
Da Robinson seinen Gefährten an einem Freitag getroffen hatte, nannte er ihn Freitag. (Name als Prädikativ)
Er bezeichnete das als einen Glücksfall.
Er hieß ihn einen Lügner.

#### Der adverbiale Akkusativ
Der adverbiale Akkusativ (auch Adverbialakkusativ) bezeichnet eine Zeitdauer (Beispiele 1 und 2) oder Strecke (Beispiele 3 und 4) und kann nicht durch ein Personalpronomen ersetzt werden. Er wird nicht vom Verb verlangt und kann also auch bei Verben stehen, die keine Ergänzung im Akkusativ haben (2). Bei der Umwandlung eines Aktivsatzes (3) in einen Passivsatz (4) bleibt er erhalten.
Beispiele:
Sie besucht ihn jeden Monat. (1)
Sie hat den ganzen Tag geschlafen. (2)
Er hat den Hund den ganzen Weg getragen. (3)
Der Hund wurde den ganzen Weg getragen. (4)

#### Der absolute Akkusativ
Als absoluter Akkusativ werden Satzglieder im Akkusativ bezeichnet, die nicht durch das Prädikat (Verb oder Adjektiv mit sein) verlangt werden, wie der adverbiale Akkusativ. Häufig wird der Begriff aber eingeschränkt verwendet und bezeichnet nur solche Satzglieder, die nicht unter die Definition des adverbialen Akkusativs fallen und meistens als elliptische Konstruktionen gedeutet werden.
Beispiel:
Er stand hinter der Tür, den Dolch in der Hand, und bewegte sich nicht (etwa anstelle einer nicht elliptischen Konstruktion wie: den Dolch in der Hand haltend).

## Akkusativ in anderen Sprachen

### Englisch und Niederländisch
Im Englischen und Niederländischen können Reste des Akkusativs bei den Pronomina gefunden werden, wie him und hem (zu he und hij) und whom (zu who). Allerdings sind die Bezeichnungen „Dativ“ und „Akkusativ“ für diese zwei westgermanischen Sprachen aus heutiger Sicht nicht mehr geeignet, da im Englischen die Formen des Akkusativs völlig mit jenen des Dativs zusammengefallen sind und im Niederländischen der Unterschied zwischen Dativ und Akkusativ nur noch die Verwendung von „hen“ oder „hun“ in formellem Stil betrifft. Im Altenglischen wurde noch der Dativ him vom Akkusativ hine unterschieden. Für das moderne Englisch spricht man besser von einem einzigen, allgemeinen Objektskasus, Objektiv.

### Lateinisch
Im Lateinischen steht der Akkusativ unter anderem bei einigen Präpositionen, z. B. bei apud, ad, contra. Er fungiert aber auch als Richtungskasus (Lativ). So heißt zum Beispiel „Romam ire“ so viel wie „nach Rom gehen“.

### Polnisch
Polnisch ist eine westslawische Sprache, die keine Artikel hat. Die Endungen des Substantivs im Akkusativ und Nominativ unterscheiden sich hier immer im Femininum Singular, aber im Maskulinum Singular nur bei belebten Substantiven (Menschen oder Tieren). Außerdem wird auch hier die Verwendung des Akkusativs nach bestimmten Verben und Präpositionen durch die Rektion bedingt.

### Türkisch
Im Türkischen wird unterschieden, ob ein unbestimmter oder bestimmter Akkusativ vorliegt. Der unbestimmte Akkusativ hat wie der Nominativ keine eigene Endung, während der bestimmte Akkusativ nach der Vokalharmonie ein -i/-ı/-u/-ü als Endung (Suffix) erhält. Nach einem Vokal wird vor der Endung der Bindekonsonant -y- eingeschoben.
Beispiele
- Hasan bir elma yiyor. – „Hasan isst einen Apfel.“ (unbestimmt)
- Hasan Cem’i görüyor. – „Hasan sieht Cem.“ (bestimmt)